# Romelu Lukaku
Romelu Menama Lukaku Bolingoli (Antwerpen, 13. svibnja 1993.) belgijski je nogometaš kongoanskog porijekla i najbolji strijelac belgijske nacionalne momčadi. Igra na poziciji napadača. Trenutačno igra za Napoli.

## Životopis
Rođen je u Antwerpenu u kongoanskoj obitelji. Otac Roger također je bio nogometaš te je igrao za momčad Zaira, kao i mlađi brat Jordan koji igra u Serie A.
Karijeru je započeo u Anderlechtu s kojim je osvojio belgijsko prvenstvo kao najbolji strijelac prvenstva. U Chelseaju je došao na ljeto 2011., ali je na prvi nastup u Premiershipu čekao gotovo godinu dana. S Chelseom je osvojio Ligu prvaka.
Veću minutažu dobio je u posudbama u WBA i Evertonu, nakon kojih je i potpisao za Everton, za koji je zaigrao 110 puta.
Prvi nastup za belgijsku momčad do 20 godina ostvario je u veljači 2010., da bi već osam mjeseci kasnije prvi put zaigrao i za seniorsku vrstu. Za Belgiju je zabijao na dvama Svjetskim prvenstvima te na Europskoj smotri u Francuskoj 2016. godine. Na SP-u u Rusiji 2018. zabijao je po dva pogotka u dvije uzastopne utakmice skupine ponovivši postignuće Diega Maradone iz 1980. godine, postavši prvi Belgijanac koji je zabio četiri pogotka na jednom svjetskom prvenstvu. Pobjedom nad Engleskom Belgija je osvojila brončano odličje ostvarivši najveći uspjeh u nogometnoj povijesti.
Dobitnik je belgijske Zlatne i Srebrne kopačke te je bio proglašen najboljim igračem Evertona u sezoni 2016./17. u kojoj ga je FIFA uvrstila u najbolju jedanaestorku svijeta. Proglašen je i za najboljeg belgijskog športaša u 2009. godini.